# 硕塞
硕塞，亦作硕色（穆麟德轉寫：Šose；1629年1月17日—1655年1月12日），清太宗皇太極第五子，生母为福晋叶赫那拉氏。

## 生平
天聰二年十二月二十四日（1629年1月17日）出生。生母叶赫那拉氏虽是父亲皇太极的福晋（妻子）之一，但在他幼年时，生母即被父亲皇太极赐给大臣为妻。崇德八年（1643年），父亲皇太极驾崩。帝位争夺激烈，失皇太极嫡子身份的他未能继位，幼弟福临继位，是为顺治帝。
順治元年（1644年）五月初五日，硕塞迎娶护军参领飞扬古之女纳喇氏为福晉，内大臣以下、牛录章京以上均奉命前往赴宴；十月十三日，硕塞受封為多羅承澤郡王。當時李自成拈據潼关，硕塞跟隨豫亲王多铎进攻陕州，擊敗李自成手下将將张有增和刘方亮，李自成親自迎战亦被擊破。清軍入关，斩殺马世尧。隨後向南進兵，並且击破明福王朱由崧而獲赐团龙纱衣一袭、金二千和白银二万。又跟從多铎出征喀尔喀、隨英亲王阿济格戍守大同。姜瓖反叛期間，硕塞移师代州，因解围有功而於顺治六年三月十二日封為亲王（並非和硕亲王，而于位次和俸禄上不与大藩等同）。
順治七年（1650年），查例和硕亲王之下、多罗郡王之上并无只称亲王之例而改封為多羅郡王。順治八年（1651年）闰二月初八日，晉封為和碩承澤親王，之後陸續掌管兵部和宗人府。冬十月初五日，又与多罗谦郡王瓦克达同为议政王。
順治十一年十二月初五日（1655年1月12日）寅刻，硕塞去世，享年二十七歲，其子博果铎袭爵。康熙十年六月十五日，追加谥号“裕”字曰“和硕承泽裕亲王”。

## 家族

### 生母
- 福晋叶赫那拉氏，高祖父褚孔格，曾祖父尼雅尼雅喀，祖父雅林布，父贝勒阿纳布，姐妹为代善三继福晋叶赫纳喇氏（满达海、祜塞之母）。

### 妻妾
- 元配福晋納喇氏，议政大臣兼轻车都尉费扬古之女。順治元年五月，碩塞迎娶納喇氏。
- 繼室福晋科爾沁博爾濟吉特氏，科爾沁左翼中旗和碩巴圖魯親王滿珠習禮之女。康熙五十二年三月仍在世。
- 側福晋科爾沁博爾濟吉特氏，科爾沁台吉達賚之女，順治十二年四月去世。
- 庶福晋厄爾多蘇氏，歡齊之女。
- 庶福晋某氏，姓氏未詳。

### 子孫
- 長子：莊靖親王博果鐸，順治七年三月，元配福晋納喇氏所出。
  - 繼子：莊恪親王允祿
- 次子：已革惠郡王博爾果洛，順治八年十一月，元配福晋納喇氏所出。
  - 五子：追封貝勒福蒼
    - 長子：已革惠郡王球琳
- 三子：三等輔國溫僖將軍鞥額布，順治九年六月，庶福晋所出。
  - 六子：奉國將軍榮貴
- 四子：隨哈，順治十一年十一月，庶福晋厄爾多蘇氏所出。
- 次女：和硕和顺公主，順治五年八月二十二日，元配福晋納喇氏所出，自幼撫養於宮中。

## 延伸阅读
[在维基数据编辑]
 《清史稿/卷219》，出自趙爾巽《清史稿》